# Personaggi di Cobra Kai
Questa voce contiene un elenco dei personaggi presenti nella serie televisiva Cobra Kai.

Logo della serie

## Cast
- Legenda:      Cast principale;      Ruolo ricorrente;      Guest star;      Non appare.

| Attore              | Personaggio            | Stagione 1 | Stagione 2 | Stagione 3 | Stagione 4 | Stagione 5 | Stagione 6 |
| Attore              | Personaggio            | 2018       | 2019       | 2021       | 2021       | 2022       | 2024       |
| ------------------- | ---------------------- | ---------- | ---------- | ---------- | ---------- | ---------- | ---------- |
| William Zabka       | Johnny Lawrence        |            |            |            |            |            |            |
| Ralph Macchio       | Daniel LaRusso         |            |            |            |            |            |            |
| Xolo Maridueña      | Miguel Diaz            |            |            |            |            |            |            |
| Mary Mouser         | Samantha "Sam" LaRusso |            |            |            |            |            |            |
| Tanner Buchanan     | Robby Keene            |            |            |            |            |            |            |
| Martin Kove         | John Kreese            |            |            |            |            |            |            |
| Jacob Bertrand      | Eli "Falco" Moskowitz  |            |            |            |            |            |            |
| Courtney Henggeler  | Amanda Steiner~LaRusso |            |            |            |            |            |            |
| Gianni Decenzo      | Demetri Alexopoulos    |            |            |            |            |            |            |
| Peyton List         | Tory Nichols           |            |            |            |            |            |            |
| Thomas Ian Griffith | Terry Silver           |            |            |            |            |            | [ 1 ]      |
| Vanessa Rubio       | Carmen Diaz            |            |            |            |            |            |            |
| Dallas Dupree Young | Kenny Payne            |            |            |            |            |            |            |

## Personaggi principali
- John "Johnny" Lawrence (stagione 1-6), interpretato da William Zabka, doppiato da Valerio Amoruso.
Uomo fallito e dalla vita squallida, dopo aver perso la finale del torneo contro Daniel ha trascorso gli ultimi 34 anni conducendo una vita sciatta e senza prospettive. Dopo la morte della madre si è trasferito a Reseda e ha un pessimo rapporto con il patrigno Sid a cui a volte chiede soldi. Dopo che un'auto guidata da ragazze adolescenti (Moon, Yasmine e la figlia di Daniel, Samantha) urta la sua macchina, è costretto a portarla all'autosalone LaRusso dove reincontra Daniel dopo molti anni. Dopo essere stato involontariamente spinto da Daniel decide di riaprire il dojo Cobra Kai, cominciando a dare lezioni al suo vicino di casa Miguel Diaz, che in breve tempo migliorerà moltissimo e sarà in grado di sopraffare i bulli della scuola, dando notorietà al dojo. Johnny e i Cobra Kai vinceranno il torneo di All Valley (dopo che Johnny si era arrabbiato per aver scoperto che Daniel stava allenando suo figlio Robby), ma nel farlo Miguel giocherà sporco, arrivando a vincere colpendo Robby con un colpo sleale. Nella seconda stagione, dopo il ritorno di Kreese, Johnny accetta di perdonarlo e di stringere alleanza con lui arrivando addirittura a sostenerlo economicamente per un breve periodo, finché non realizzerà che Kreese in realtà non è affatto cambiato e lo allontana. Volendo dare una nuova impronta al dojo Cobra Kai, Johnny sceglie di fare a Miguel, nel frattempo divenuto eccessivamente aggressivo, un discorso che va contro le tre regole principali del Cobra Kai fino ad allora impartitegli: "Colpire per primi, colpire forte, nessuna pietà!". Al contrario dirà a Miguel di non fare con il Karate le scelte sbagliate che fece lui in gioventù, cosa che porterà Miguel a risparmiare Robby una volta sconfitto (diversamente da quanto fatto nella prima stagione). A seguito dell'incidente di Miguel viene accusato di aver tradito le fondamenta del Cobra Kai e pertanto i suoi allievi gli si rivoltano contro, seguendo Kreese. Dopo vari fallimenti in campo sentimentale (tra cui una serie di uscite con la madre di Miguel terminate quando lei lo incolpa di essere la causa dell'incidente di Miguel, in quanto prima di conoscerlo il figlio evitava i combattimenti), spedisce per sbaglio un messaggio alla ragazza per cui in passato aveva litigato con Daniel, Ali, che risponde al suo messaggio. Nella terza stagione dopo aver trascorso una notte in prigione va in cerca di Robby, che viene arrestato. Aiuterà Miguel nella riabilitazione con metodi bizzarri, mentre Miguel gli insegnerà ad usare i social. Dopo aver incontrato Ali Mills inizierà a dubitare della sua rivalità con Daniel. Fonderà un dojo suo, la Eagle Fang Karate allenando in maniera rudimentale in un parco prendendo con sé Miguel e allievi scartati dal Cobra Kai come Bert e Mitch. Frequenti sono gli incontri e scontri con Daniel nelle prime tre stagioni, fino a quando i due Sensei non proveranno a collaborare nella quarta stagione, ma la convivenza sarà molto difficile. Al termine del torneo All Valley Karate Tournament riesce a riconciliarsi con Robby. Nella quinta stagione diviene amico di Chozen e scopre di star aspettando un bambino da Carmen. Alla fine della serie riesce a mettere in piedi la sua vita: lui e Carmen diventano finalmente una famiglia, ha un lavoro regolare e riesce a trionfare al Sekai Taikai, chiudendo finalmente un cerchio. Nel corso della serie, lo si vede spesso mangiare cibo spazzatura, bere birra e ubriacarsi. Ha un'idea di virilità molto vicina all'immagine degli anni 80, gli piace ascoltare band come Lynyrd Skynyrd,Black Sabbath, Van Halen, Scorpions, Twisted Sister, AC DC, Metallica, Guns 'n' Roses e Billy Idol, e quando è a casa gli piace guardare film d'azione anni '80 come L'aquila d'acciaio, Over the Top, Rambo, Senza Esclusione di colpi, Young Guns 2, I migliori e la saga di Rocky.
- Daniel LaRusso (stagione 1-6), interpretato da Ralph Macchio, doppiato da Giorgio Perno.
Rivale di Johnny, dopo averlo sconfitto nella finale del torneo di All Valley è divenuto un facoltoso imprenditore d'auto, sposato con Amanda e con due figli. Gli incontri con Johnny anche a causa di pregiudizi, equivoci ed interventi di altre persone riaccendono una vecchia rivalità che al principio non vorrebbe nessuno dei due. Involontariamente spinge Johnny a riaprire il Cobra Kai. È molto protettivo nei confronti della figlia, e nella prima stagione arriva ad avere problemi con un suo rivale in affari. Inizia a dare lezioni di Karate a Robby (candidatosi per un posto di lavoro nella sua azienda solo per fare un torto al padre) senza sapere che è il figlio di Johnny, per poi venirlo a scoprire e a cacciare per questo Robby. Lo perdona nel finale della prima stagione e lo guida durante tutto il torneo, e, dopo la sua sconfitta, gli dice che è lui il vero vincitore in quanto ha giocato pulito a differenza di Miguel. Apre il dojo "Miyagy Do Karate" nella seconda stagione per trasmettere ai giovani locali valori diversi da quelli impartiti dal Cobra Kai, arruolando come primi allievi sua figlia Samantha e Robby. In seguito molti allievi del Cobra Kai, stanchi del continuo spirito violento del dojo, entrano a far parte del Miyagi-Do e si pongono sotto le ali di Daniel, che riuscirà a guidarli tutti e ad appianare le divergenze. Dopo che Sam si ubriaca ad una festa e viene nascosta da Robby a casa di Johnny, litiga una seconda volta con il vecchio rivale giungendo perfino ad uno scontro fisico. Avrà molte difficoltà a conciliare il suo lavoro al dojo con la sua vita matrimoniale e lavorativa, riuscendo solo per un breve tempo a far filare il tutto, finché Miguel non finisce all'ospedale a causa di una rissa scoppiata tra tutti i ragazzi che avevano appreso il Karate, stabilendo così con sua moglie che è necessario dare un taglio al Karate in quanto non ha fatti altro che istigare i ragazzi alla violenza. Nella terza stagione dovrà affrontare le difficoltà di Samantha, troppo provata dagli eventi della rissa scolastica, e una crisi del suo Autosalone, dopo che i fornitori giapponesi della Doyona hanno scelto di non affidarsi alla LaRusso AutoGroup per vendere le loro macchine. Farà un viaggio in Giappone per trattare con la Doyona e farà una deviazione ad Okinawa che lo porterà a rivedere vecchie conoscenze tra cui Chozen, avversario di Daniel in passato. Nel finale di stagione avrà modo di riconciliarsi con Johnny con cui deciderà di allearsi per sconfiggere il Cobra Kai. All'All Valley Karate Tournament è però il Cobra Kai a prevalere, e secondo i patti dovrà chiudere per sempre il Miyagi-Do e smettere di essere un sensei. Daniel però si rifiuta di rispettare un accordo verbale con Terry Silver, ora pronto ad aprire nuove palestre per imporre il suo dominio sulla Valley. Nell'ultima scena lo si vede parlare insieme a Chozen Touguchi di fronte alla tomba del Maestro Miyagi.
- Miguel Diaz (stagione 1-6), interpretato da Xolo Maridueña, doppiato da Davide Farronato.
Ragazzo di origine ecuadoriana, vive insieme alla mamma e alla nonna in un piccolo appartamento di Reseda vicino alla porta di Johnny Lawrence che inizialmente non gli fa caso. All'inizio della serie a scuola ha soltanto Eli e Demetri come amici e guarda Samantha con un certo interesse. Diventerà il primo allievo del Cobra Kai e stringerà un legame allievo-maestro con Johnny sviluppando anche un rapporto affettivo. È uno dei migliori combattenti insieme a Robby, Samantha e Tory.
Vicino di casa di Johnny, viene bullizzato dai tre ragazzi della scuola (tra cui spicca il corteggiatore di Sam, Kyler) per molto tempo, fatto che lo porterà a chiedere l'aiuto di Johnny una volta viste le sue doti marziali in azione (intervenuto in suo aiuto dopo che Kyler e i suoi amici avevano danneggiato la sua auto). Dopo qualche lezione al Cobra Kai, di cui sarà primo allievo, tenta di vendicarsi di Kyler ma con scarsi risultati, venendo picchiato con dei bastoni da lui e dai suoi amici, cosa che renderà dubbiosa al riguardo di queste lezioni la madre di Miguel, alla quale il figlio è particolarmente affezionato. Riprese poi le lezioni, riuscirà finalmente ad avere la sua rivincita in uno scontro alla mensa su Kyler e i suoi amici e guadagnando interesse e ammirazione da molti studenti della scuola, inclusa Sam. Instaurerà con lei una relazione che si concluderà quanto la ragazza noterà come lui sia diventato troppo aggressivo seguendo alla lettera i principi del Cobra Kai. Infatti durante il torneo Miguel dimostra una nuova natura violenta e brutale (istigata dal pensiero del Cobra Kai) che lo porterà a colpire slealmente Robby nel combattimento finale del torneo. Nella seconda stagione migliora le sue abilità marziali seguendo anche il nuovo Sensei John Kreese, fino a che Johnny non lo invita a non prendere alla lettera i principi del Cobra Kai, soffermandosi soprattutto sulla differenza tra pietà e onore. Inizialmente si arrabbia dopo aver scoperto che Robby è il figlio del suo mentore, capisce infine che Kreese non è una buona persona da avere come guida e si riavvicina ancor più a Johnny, decidendo di restituire la medaglia di Miyagi che Eli aveva rubato al Dojo dei LaRusso. Si fidanza con la nuova ragazza del dojo, Tory, che però tradirà con Sam che bacerà ad una festa. In seguito a ciò Tory farà scoppiare una rissa durante il primo giorno del nuovo anno scolastico, nella quale Miguel avrà un gravissimo incidente, cadendo da un'alta rampa di scale, dopo essere stato colpito a tradimento da Robby che un attimo prima aveva sconfitto e deciso di risparmiare, ricordando le parole di Johnny sulla differenza tra pietà e onore. Il suo incidente creerà un grande scandalo che farà finire la relazione di Johnny con sua madre e cacciare quest'ultimo dal Cobra Kai. Nella terza stagione, guidato da Johnny, intraprende un bizzarro percorso di riabilitazione, grazie al quale recupera l'uso delle gambe e torna abile al karate, riuscendo anche a battere Kyler nella rissa a casa LaRusso. Prova ancora dei sentimenti per Sam, con cui tornerà insieme. Nella quarta stagione legherà con Daniel che, per un periodo, gli farà da sensei. Al termine del torneo, dopo essersi ritirato per infortunio, decide di fuggire e di andare alla ricerca del padre biologico che non ha mai conosciuto. In seguito, una volta trovatolo, si dispera nel vedere che razza di uomo sia, essendo Hector un criminale, quindi torna a casa con Johnny e Robby, venuti a prenderlo. Il gesto però non basta ad appianare l'animosità tra lui e Robby, fino a che Johnny non li fa combattere: in uno scontro senza punti, in cui i due sono liberi di picchiarsi senza interruzioni, riescono finalmente a scaricare tutta la rabbia accumulata; trovatisi proprio sul bordo di una terrazza, in uno scenario simile a quanto accaduto a scuola l'anno prima, Miguel ha l'opportunità di colpire Robby, ma decide di fermarsi, perché ora entrambi hanno raggiunto l'equilibrio necessario a sapere a quando e come colpire; i due, finalmente, si chiariscono e riescono a fare pace, giusto in tempo per scoprire che presto Carmen e Johnny avranno bambino. Purtroppo, la sua vita sentimentale vive un breve tracollo quando Sam, bisognosa di una pausa da tutto, lo lascia. Inizialmente i due sembrano tentare di restare amici, ma appare evidente quanto a entrambi la cosa faccia soffrire, tanto che nel momento in cui Sam scopre Miguel assieme ad un'altra ragazza, ne rimane sconvolta. Successivamente i due parlano, con Miguel che, incredibilmente, difende Tory, che ha appena confessato la verità sulla finale dell'ultimo torneo All Valley, esortando Sam a capire le ragioni dietro alla reticenza della rivale a confessare. Grazie alle parole del ragazzo, Sam trova la forza di offrire aiuto a Tory e, alla fine, le due, assieme a Miguel, Robby ed al resto dei Miyagi-Fang, si recano al dojo Cobra Kai dove, dopo una violenta rissa, trovano le prove necessarie ad incastrare Terry Silver, che viene arrestato. Senza imminenti minacce, Miguel riesce finalmente a confessare direttamente a Sam i propri sentimenti e i due riprendono la loro relazione. Si presenta come un ragazzo buono e gentile, tenace negli allenamenti mostra di avere buone capacità, nella prima stagione sviluppa un atteggiamento aggressivo che tuttavia non fa parte della sua natura. Dal punto di vista tecnico è per molto tempo il migliore del Cobra Kai. Quando diventa un Eagle Fang, perde l'atteggiamento aggressivo che aveva acquisito, tornando ad essere gentile e altruista. Ad ora, non è mai accaduto che Miguel perdesse in uno scontro leale.
- Samantha "Sam" LaRusso (stagione 1-6), interpretata da Mary Mouser, doppiata da Martina Tamburello.
Figlia di Daniel, viene presentata all'inizio della prima stagione come una delle ragazze più popolari della scuola. Viene corteggiata da Kyler, che però nutre verso di lei solo mire sessuali. Daniel farà fatica ad accettare questo ragazzo, cosa che irriterà Sam. Ma quando la ragazza si rende conto che Kyler è artefice di atti di bullismo verso alcuni compagni, si rifiuta di uscire ancora con lui, cosa che farà talmente arrabbiare il ragazzo che finirà con il mettere in giro false voci sulla sua promiscuità solo per ripicca. Viene difesa da Miguel (che aveva sempre ammirato da lontano la ragazza ma senza mai avere il coraggio di farsi avanti) che inizierà così a vedere sotto una nuova luce. Accetta di uscire con lui e per un breve periodo saranno molto felici insieme e si fidanzeranno, finché Miguel non si farà trascinare dallo spirito violento del Cobra Kai (dopo che la ragazza, sentiti i racconti del padre sul dojo, si era già mostrata diffidente al riguardo) e pertanto Sam romperà anche con lui. Dopo il torneo sceglie di tornare a fare karate come quando era piccola. Nella seconda stagione entra a far parte del Miyagi-Do Karate assieme a Robby, con cui instaurerà una nuova relazione. Dopo che Miguel riporta indietro la collana che Falco aveva sottratto alla sua famiglia in seguito a un attacco vandalico al dojo, capisce di provare qualcosa per lui e lo bacia ad una festa, la stessa in cui si ubriaca solo per vincere una sfida con Tory (fatto che porterà Robby a nasconderla a casa di Johnny, facendo scoppiare un nuovo litigio tra il padre e Johnny). Affronta Tory nella rissa a scuola, causata dal suo bacio con Miguel e, sebbene Tory giochi sporco, riesce a batterla, ma rimane ferita alle costole e al braccio oltre che sconvolta dall'incidente di Miguel. Nella terza stagione affronta disturbi da stress post traumatico, a seguito della rissa e del suo scontro con Tory, che riuscirà a superare solo battendo quest'ultima nel finale di stagione durante la rissa a casa LaRusso. Prova ancora dei sentimenti per Miguel, con cui tornerà insieme. Nella quarta stagione legherà con Johnny che le insegnerà ad essere più dura e sicura di sé, cosa che la porterà ad avere contrasti con il padre. Arriva in finale all'All Valley Karate Tournament, perdendo in finale contro Tory. Rimane sorpresa dal tentativo dell'avversaria di scusarsi per il colpo scorretto (seppur involontario) all'occhio durante l'incontro. Nella quinta stagione decide di prendersi una pausa dal karate e da Miguel, per poi tornare sui suoi passi, e in seguito si riappacificherà con Tory. È fondamentalmente una ragazza buona, gentile, diligente, cresciuta con affetto e attenzioni,a tratti ingenua, ma volenterosa. Essendosi allenata da piccola nel karate, ha una buona esperienza, pur non mostrando un particolare spirito combattivo, possiede comunque tenacia e determinazione.
- Robert Swayze "Robby" Keene (stagione 1-6), interpretato da Tanner Buchanan, doppiato da Mosè Singh.
Figlio di Johnny, nutre un grosso rancore verso il padre per non esserci mai stato e per averlo lasciato sempre solo e con una madre noncurante di lui. Per molto tempo è coinvolto in attività losche e criminali, finché non inizia a lavorare per Daniel solo per far un torto a suo padre Johnny. Daniel inizia a insegnargli il Karate e lo prende sotto la sua ala, fin quando non scopre che il ragazzo è il figlio del suo vecchio rivale e, sentendosi tradito, lo caccia. Durante il torneo Daniel sceglie comunque di assisterlo e, quando perde, gli dice che ad ogni modo è lui il vero vincitore perché a differenza di Miguel ha giocato pulito. Nella seconda stagione entra a far parte del Miyagi-Do Karate aperto da Daniel e avvia una breve relazione con Sam, rimanendo comunque molto insicuro (come dimostrato dal fatto che, quando Miguel riporta il medaglione rubato a casa LaRusso, inizialmente non confessa a Sam chi è stato a riportarlo). Salva Demetri, con l'aiuto di Sam, dagli aggressori del Cobra Kai che lo inseguivano nel centro commerciale. Durante la rissa a scuola viene battuto da Miguel, ma, in preda a un attacco d'ira, appena il ragazzo sceglie di risparmiarlo lo attacca a tradimento provocando il suo incidente. Nella terza stagione dopo una fuga, verrà arrestato e condotto in riformatorio, dove subisce le angherie di un teppista. Una volta uscito, pieno di risentimento verso il padre e Daniel per averlo secondo lui tradito, si unirà a John Kreese ed al Cobra Kai. Nella quarta stagione aiuta Kenny ad entrare nel Cobra Kai, insegnandogli le basi del karate in privato. Rimane tuttavia scioccato quando, vedendo il ragazzino picchiare Anthony LaRusso, realizza come abbia sviluppato un carattere violento a causa del Cobra Kai. Perde in finale con Eli e capisce finalmente i suoi sbagli, riconciliandosi con il padre. Nella quinta stagione accompagna il padre Il Messico per andare a salvare Miguel. Quando i tre tornano a casa, Robby comincia a vivere con Johnny, ma questo non basta a fargli far pace con il rivale. Annuncia inoltre, ufficialmente, la sua uscita dal Cobra Kai, mettendo anche fine alla sua relazione con Tory, non volendo questa andarsene anche lei (in realtà perché obbligata da Kreese per incastrare Silver) e inoltre esprimendo tutta la sua delusione riguardo al fatto che Kenny è diventato un bullo. Vedendo come Robby e Miguel non siano intenzionati a mettere fine alla loro rivalità, Johnny li obbliga a combattere fino a che non si saranno sfogati: lo scontro è acceso, ma nel momento in cui i due si trovano in uno scenario simile a quello di due anni prima, ora con Miguel avente la possibilità di buttare Robby giù da una terrazza, decidono di fermarsi e, avendone abbastanza, si chiedono scusa reciprocamente, giusto in tempo per scoprire che Carmen è incinta di Johnny. Finalmente in pace con la propria famiglia, Robby si riconcilia anche con Daniel, ringraziandolo per averlo rimesso sulla giusta strada e scusandosi per averlo incolpato. Inizia quindi l'allenamento con Chozen, riconfermandosi come il miglior combattente assieme a Miguel, Sam ed Eli. Già poco prima di scoprire che Silver ha imbrogliato, al torneo All Valley, Robby cerca un'ultima volta di riportare alla ragione gli ex compagni rimarcando la pericolosità degli insegnamenti del dojo e scusandosi per non averli convinti venire con lui quando se ne era andato. Aiuta poi Tory e gli amici nel piano per distruggere il Cobra Kai, venendo però violentemente aggredito da Kenny, contro cui Robby non riesce a combattere seriamente, sentendosi ancora responsabile per quello che il ragazzino è diventato. Quando, alla fine, Silver viene arrestato, cerca di consolare Kenny, ma quest'ultimo è troppo divorato dal senso di colpa per riuscire a parlargli. Alla fine, non avendo più segreti o rancori, Robby e Tory si baciano, ritornando ad essere una coppia. Si presenta apparentemente come un ragazzo furbo e disadattato, ma in fondo di buon cuore, generoso e altruista, con ha un grande talento per il karate esattamente come suo padre (secondo il Sensei Kreese le sue capacità e il suo talento sono nettamente superiori a quelle di Johnny), ma con il grave difetto però di poter provare rabbia e rancore che lo rendono insicuro, anche se possiede risorse e astuzia che gli permettono di sopravvivere in mezzo ad una situazione familiare difficile. Molto forte fisicamente, sembra avere un'ottima capacità di apprendimento del karate oltre che un certo talento.
- John Kreese (stagione 2-6, guest stagione 1), interpretato da Martin Kove, doppiato da Giorgio Bonino.
Dopo gli eventi raccontati nei film torna nella seconda stagione come senzatetto a chiedere l'aiuto di Johnny. Incita Falco e altri studenti del Cobra Kai ad aprire guerra contro Daniel, ma appena Johnny lo scopre decide di cacciarlo. Ritorna nel finale di stagione per impossessarsi del Cobra Kai. Nella terza stagione, tornato sensei del Cobra Kai, caccia dal Dojo gli studenti da lui ritenuti non adatti o troppo deboli, per reclutarne di nuovi, tra cui il bullo Kyler. Una serie di flashback della terza e quarta mostrano il suo passato in Vietnam, dove ha appreso il karate e soprattutto il Tangsudo dal suo Comandante George Turner che aveva imparato il Tangsudo durante la guerra di Korea dal misterioso maestro coreano Kim Sun Yung. Il severo Turner trasmette presto al già aggressivo Kreese e all'instabile soldato Silver la filosofia violenta del Cobra Kai. In seguito all'alleanza tra Daniel e Johnny chiama in suo aiuto il vecchio amico e ex-commilitone Terry Silver, che gli fa da vice-sensei. Al termine della terza stagione ha un violento scontro sia con Johnny che con Daniel che si conclude con una tregua fino al torneo e un patto che obbligherà i perdenti a chiudere il proprio dojo. Nella quarta stagione sembra mostrare un lato umano oppure una debolezza specialmente quando si tratta di Johnny Lawrence, da lui stesso estromesso dal Cobra Kai, ma che tuttavia aveva cercato di riportarlo al dojo prima che fondasse l'Eagle Fang. Al termine del torneo, vinto proprio dal Cobra Kai, viene tradito da Silver, il quale lo incastra e lo fa arrestare per lesioni aggravate e tentato omicidio. Nella quinta stagione Kreese riesce a fuggire di prigione con uno stratagemma. Torna nella sesta stagione a capo di un nuovo dojo del Cobra Kai con sede in Corea del Sud, insieme a Kim, già sensei del dojo di Silver nella stagione precedente prima che questi venisse arrestato. Nel corso della stagione si redime, chiedendo e ottenendo il perdono da Johnny, e apparentemente muore nell'esplosione dello yacht di Silver, dopo aver lottato contro di lui proprio per difendere la famiglia del suo allievo prediletto.
- Eli "Falco" Moskowitz (stagione 1-6) interpretato da Jacob Bertrand, doppiato da Alessandro Pili.
Ragazzo timido e impacciato, migliore amico di Demetri. All'inizio della serie è uno dei ragazzi più bullizzati da Kyler e i suoi amici, soprattutto a causa di un problema al labbro di cui è affetto che gli crea sempre grande imbarazzo, e gli vale il soprannome "Labbro". Visti i progressi di Miguel nelle arti marziali, decide di entrare a far parte anche lui del Cobra Kai, di cui rimarrà uno dei membri più importanti. Deriso da Johnny di fronte a tutto il dojo proprio a causa del labbro, si fa una nuova pettinatura alla mohicana e cambia totalmente personalità, passando dal bambino di poche parole costantemente spaventato da tutti che era prima a un bullo aggressivo ed estremamente violento, facendosi soprannominare "Falco". Durante il torneo colpisce pesantemente Robby alle sue spalle facendosi squalificare, ma non gli importerà perché rimarrà convinto di aver veramente vinto. Nella seconda stagione è uno degli allievi che meglio accoglie la figura di Kreese, in quanto molto compatibile con il suo nuovo carattere, e arriva persino a minacciare il suo ex migliore amico Demetri quando questo scrive una cattiva recensione del dojo su Yelp. Darà la caccia a Demetri per fargliela pagare quando questo si rifiuta di cancellare la recensione, per poi essere fermato assieme ai suoi compagni da Sam e Robby. Spronato da Kreese a vandalizzare il Miyagi-Do Karate per vendetta, sarà proprio lui a rubare la medaglia d'onore del Maestro Miyagi, poi ripresa da Miguel. Durante la rissa a scuola viene sconfitto da Demetri. Dopo l'incidente di Miguel volta le spalle a Johnny e diventa allievo di Kreese. Si fidanza nella prima stagione con Moon, la quale in seguito lo lascia, disprezzandone la nuova indole. Nella terza stagione si mostra, assieme a Tory, uno degli allievi più violenti del nuovo Cobra Kai, arrivando a spezzare il braccio a Demetri in uno scontro al minigolf. Rimane tuttavia sconvolto a seguito di ciò e della scelta di Kreese di reclutare nel dojo nuovi allievi, tra cui Kyler e Brucks, che lo bullizzavano. Durante la rissa a casa LaRusso, resosi conto dei suoi errori, salva Demetri dai compagni del Cobra Kai e si riconcilia coi suoi vecchi amici, aiutandoli a vincere lo scontro e tornando allievo di Johnny. Nella quarta stagione durante gli allenamenti non è ben visto da alcuni suoi ex compagni, soprattutto Chris e Nate e anche Johnny si comporta in modo severo con lui, solo Demetri gli resta amico. Pur mostrandosi più gentile mantiene atteggiamenti da bullo con i membri del Cobra Kai soprattutto quando aiuta Bert e Nate a minacciare il piccolo Kenny solo perché indossa una felpa del Cobra Kai. Robby, assieme agli altri membri del Cobra Kai, decide di fargliela pagare nel salone dei tatuaggi in un assalto guidato da lui, Kyler e Tory con gli altri membri che lo immobilizzano e gli tagliano la cresta. A seguito di ciò Eli abbandona il nome "Falco", diventa molto insicuro e decide di smettere con il karate, credendo di esserselo meritato per tutto il male che ha fatto agli altri, in particolare a Demetri. Tuttavia sarà proprio Demetri a fargli cambiare idea, convincendolo a unirsi al Miyagi-Do e spiegandogli che nonostante i loro litigi lui gli vuole ancora bene e lo considera il suo migliore amico e soprattutto grazie a lui si è avvicinato al Karate. Grazie all'aiuto del suo migliore amico e di Moon, con cui torna insieme, ritrova sicurezza. Al torneo riesce ad avanzare, ma non riesce a completare i punti nei kata. Negli scontri riesce a battere facilmente Kyler e in semifinale si trova davanti Miguel, che però per infortunio abbandona. Arriva in finale dove trova Robby che gli è superiore nella conoscenza delle tecniche Miyagi Do, ma non del tutto in quelle del Cobra Kai; Eli, mentalmente più concentrato, sfrutta un'esitazione di Robby che non gli dà il colpo di grazia quando ne ha l'occasione, e nell'azione successiva lo colpisce, ottenendo la vittoria del torneo maschile. Nella quinta stagione è diventato una celebrità, tra i ragazzi della Valley, grazie alla sua vittoria al torneo. La sua relazione con Moon va a gonfie vele e la sua cresta sta finalmente ricrescendo. Nel momento in cui arriva Chozen per allenare gli allievi, Eli ha modo di fare pratica dello stile Miyagi-Do più aggressivo. Quando Daniel e Johnny riescono a unire le forze definitivamente, Eli viene scelto come il rappresentante dei due doji nello scontro per stabilire chi potrà partecipare al Sekai Taikai, affrontando Kenny. Nonostante la superiorità di Eli, che per l'occasione decide di tornare ad essere Falco, lo scontro si conclude con la sua sconfitta dato che l'arbitro scelto è stato corrotto da Silver in modo che i colpi di Falco non fossero contati mentre quelli irregolari di Kenny fossero accettati. Durante la rissa al nuovo dojo Cobra Kai, Falco si occupa inizialmente di proteggere Demetri, intento a recuperare i files necessari ad incastrare Terry Silver: i due sono raggiunti da Kyler che, con altri tre Cobra Kai, tenta di fermarli; in questa occasione, Falco mostra tutta la sua maturità, dato che nel momento in cui Kyler tenta di provocarlo riguardo la sconfitta per mano di Kenny, Falco si limita ad ammettere che nella vita, a volte, si perde, ma bisogna andare avanti; quindi ricorda a Kyler che ad oggi nessuno, tra i protagonisti, ha mai perso contro di lui dato che il bullo, dietro tutta alla propria tracotanza, è un combattente molto mediocre rispetto a loro. Assieme a Miguel e a Robby è riconosciuto come uno dei migliori combattenti, tra i praticanti di sesso maschile.
- Amanda Steiner~LaRusso (stagione 1-6), interpretata da Courtney Henggeler, doppiata da Valentina Pollani.
La moglie di Daniel, sempre pronta a sostenerlo. Spesso recita la parte della voce della ragione per il marito, nella seconda stagione disapprova come Daniel stia dando troppo tempo al dojo, arrabbiandosi per un breve periodo, per poi accettare il fatto che lui sarà sempre perennemente appassionato di tale arte marziale, ma quando Miguel finisce all'ospedale stabiliscono entrambi che bisogna darci un taglio. Nella terza stagione inizialmente non capirà il comportamento di Sam ma, quando vedrà la ragazza sconvolta dopo uno scontro con i cobra, deciderà di affrontare di persona Kreese senza ottenere risultati, rimediando lei stessa un'ordinanza di non avvicinamento proprio nei confronti del Sensei Kreese che la denuncia per aver ricevuto da lei uno schiaffo. Nella quarta stagione per proteggere sua figlia Samantha intima a Tory di starle lontana in cambio di non denunciare l'assalto alla casa, Tory rifiuta e durante una lite a un locale Tory viene licenziata. A un ortofrutta incontra Kreese che le spiega la situazione di Tory con la madre malata e il padre assente. Cerca di rimediare al suo atteggiamento provando ad aiutare Tory che per rabbia la respinge. Da un dialogo con Daniel si scopre che da adolescente Amanda aveva danneggiato la macchina della sua tutor di matematica, rea di aver iniziato a frequentare sua padre, evento che causerà il divorzio dei suoi genitori e il mancato conseguimento del diploma da parte di Amanda. Per questo continua, per cercare di non aggravare il danno, a cercare il dialogo con Tory fino a che non riesce a convincere la ragazza, in cambio della propria approvazione alla sua riammissione a scuola, di cercare aiuto psicologico. La cosa aiuta molto Tory, che inizia ad abbandonare l'atteggiamento aggressivo che la caratterizzava, tanto che, nella finale del torneo, accetta di giocare correttamente.
- Demetri Alexopoulos (stagione 1-6), interpretato da Gianni Decenzo, doppiato da Richard Benitez.
Ragazzino sarcastico e con tendenze nerd, all'inizio della serie è uno dei ragazzi maggiormente presi di mira dai bulli. Fa un tentativo con il Cobra Kai durante la prima stagione dopo aver visto i progressi di Miguel, ma molla poco dopo perché non adatto ai metodi di Johnny e allo spirito del Cobra Kai in generale. Nella seconda stagione decide di fare un nuovo tentativo col Cobra Kai, senza successo a causa di Kreese. In seguito scriverà una recensione negativa del dojo su Yelp per poi unirsi al Miyagi-Do. Questo manda su tutte le furie Falco che lo aggredisce in un centro commerciale, dove viene salvato da Robby e Sam. Ciò lo lascerà incredulo per il comportamento dell'ormai ex migliore amico, e a disagio per non essere riuscito a difendersi da solo. Tra i più riluttanti ad accogliere nel dojo i fuoriusciti dal Cobra Kai, sotto la paziente guida di Daniel riuscirà ad accettarli ed anche ad imparare le basi del karate, superando le sue debolezze fisiche e mentali. In varie occasioni prova a riaprire un dialogo con Falco, che per lui come amico significava molto, ma invano. Solo ad una festa, per un secondo, pare riuscire a riaccendere un antico interesse dell'amico per Doctor Who e a riavvicinarsi, ma subito dopo Falco gli versa una bibita in testa e lo deride davanti a tutti i presenti. Pertanto Demetri prende il microfono e, di fronte a tutti gli invitati, comincia a raccontare vari episodi imbarazzanti della vita di "Eli", umiliandolo. Durante la rissa a scuola viene inseguito da Falco intenzionato a pestarlo, ma grazie alle tecniche apprese al Miyagi-Do riuscirà a vincere, pur meno esperto. Nella terza stagione continua a migliorare il proprio karate, finché, in uno scontro tra dojo, gli viene spezzato un braccio da un pur titubante Falco. Nel corso della stagione riesce pian piano a migliorare il proprio rapporto con Yasmine, fino a fidanzarsi con lei. Inoltre si riconcilia con Falco nel finale di stagione. Nella quarta stagione diventa, insieme a Sam, il leader del Miyagi-Do. Quando Eli si deprime e pensa di abbandonare il karate, Demetri lo aiuta a ritrovare la perduta fiducia in sé stesso, dicendogli inoltre che, a prescindere da come si faccia chiamare, lui sarà sempre il suo migliore amico, e che non deve avere paura di mostrare agli altri chi è realmente. Al torneo All Valley viene sconfitto in semifinale da Robby. Nella quinta stagione Demetri è un po' meno presente, essendo egli occupato con il suo lavoro e alla preparazione per l'ammissione al college.La sua relazione con Yasmine sembra procedere senza problemi, e inoltre, nel momento in cui i protagonisti devono trovare il modo di hackerare il software del dojo Cobra Kai per recuperare i files necessari a rivelare al mondo chi sia davvero Terry Silver, le capacità informatiche di Demetri si rivelano decisive. Durante lo scontro nel dojo del Cobra Kai, Demetri ha finalmente il piacere di sconfiggere anche lui Kyler in un breve scambio di colpi, aggiungendosi ai precedenti ex bullizzati da Kyler che si sono presi una rivincita. Rispetto agli altri protagonisti ha un po' meno talento e abilità nel combattimento, ma resta comunque un buon allievo , essendo stato in grado di tenere testa a Falco durante la seconda stagione e, brevemente, anche a Robby nella quarta.
- Tory Nichols (stagione 2-6), interpretata da Peyton List, doppiata da Elisa Contestabile.
Appare nella seconda stagione come studentessa del Cobra Kai, e si afferma subito tra i migliori studenti del dojo. Ragazza dal carattere aggressivo e dal passato burrascoso fatto di furti e forse cattive frequentazioni. Sviluppa fin da subito antipatia e attrito per Samantha, e sviluppa presto un'attrazione per Miguel, che incrinerà ulteriormente i rapporti tra le due. Inizia a bullizzare e sfidare più di una volta Sam, fino a scatenare la rissa dell'ultimo episodio della seconda stagione, dove gioca sporco ferendola seriamente con un bracciale chiodato, ma Sam riesce a contrattaccare ed avere la meglio. Dai suoi racconti pare che abbia praticato un po' di kickboxing prima del karate. Nel finale sceglie di seguire i metodi di Kreese e di rinnegare Johnny Lawrence. Nella terza stagione si scopre che è stata espulsa dalla West High e vive con una madre malata costretta a fare dialisi e un fratellino piccolo a cui badare. Deve difendersi da avanche esplicite di un padrone di casa molesto. Dopo aver saputo del riavvicinamento di Miguel e Samantha guida insieme a Kyler e Eli un assalto in casa LaRusso, dove ingaggia una lotta con Sam a colpi di bastoni e nunchacku. Nella quarta stagione, il preside si mostra disposto a riaccoglierla a scuola a patto che Tory ottenga il supporto firmato della famiglia LaRusso: nonostante lo scetticismo di Daniel e l'aperta ostilità di Sam, Amanda accetta di sostenerla a patto che Tory, oltre a evitare ulteriori scontri con Sam, accetti supporto psicologico per i suoi problemi di rabbia; la ragazza, non potendo rifiutare, accetta. Grazie al consultorio che inizia a frequentare trova un volontario che si prende cura di sua madre, iniziando mitigare il suo atteggiamento rabbioso. Durante il torneo All Valley, limita il gioco sporco per ricambiare il favore ottenuto da Amanda, evitando di combattere slealmente come le consiglia Silver, ma durante l'incontro finisce per colpire accidentalmente Sam ad un occhio, per poi vincere il torneo All Valley sezione femminile. Al termine del torneo scopre che in realtà la sua vittoria è stata resa possibile da Terry Silver, che ha corrotto l'arbitro in modo da farla vincere. La cosa la distrugge, emotivamente, quindi Tory chiede aiuto a Kreese che, in modo da uscire, le consiglia di continuare ad allenarsi sotto Silver, in modo da raccogliere informazioni e trovare le prove necessarie a scarcerare il primo. Nonostante Tory rimanga la migliore tra i Cobra Kai, il sapere la verità impatta molto sulla sua motivazione, durante gli allenamenti. Quando Robby torna dal Messico, lei cerca il suo sostegno ma questi, non sapendo come lei sia obbligata a restare al dojo, le dice che non possono più stare insieme fintanto che ella resterà con Silver. Sempre più sola, Tory prova a dedicare il proprio tempo a convincere indirettamente Devon Lee, unitasi ai Cobra Kai, ad andarsene per non essere anche lei corrotta, ma la situazione si complica ulteriormente quando al dojo giunge la sensei Kim-Da-Eun, che inizia a sottoporre le due ad un addestramento ancora più terribile. Quando poi Kreese le dice di aver rinunciato ad uscire e le consiglia di approfittare delle risorse di Silver per aspirare ad una vita migliore, Tory capisce che finché resterà al Cobra Kai, la sua vita non farà altro che peggiorare ma, ritrovandosi senza amici a parte Devon, cerca di restare ancora un po' al dojo per convincerla a desistere. Quando il Cobra Kai e l'unione Miyagi-Do e Fang si contendono il diritto di entrata al famoso torneo Sekai Taikai, Tory vede come Silver abbia nuovamente corrotto il giudice e, non potendone più, se ne va senza disputare l'incontro contro Sam, contro cui deve combattere Devon, che esce sconfitta. Quella sera, non volendo più mentire, confessa a Sam la verità sulla finale dell'All Valley, ma questo fa arrabbiare ancora di più la rivale (già sconvolta dopo aver visto Miguel in compagnia di un'altra ragazza) che la aggredisce. L'intervento di Miguel e Robby ferma la ragazza, ma a quel punto Tory perde ogni speranza. A peggiorare la situazione, la sensei Kim, per punirla di aver lasciato la gara, la obbliga a colpire un fantoccio di pietra (molto simile al fantoccio di legno usato da Terry su Daniel anni prima) fino a che la ragazza non rompe una delle lastre, ferendosi però alla mano. La sera però alla sua porta arriva Sam che, convinta da Miguel a comprendere perché sia stato così difficile per Tory dirle la verità, è giunta ad ascoltarla. Le due, quindi, mettono insieme un piano per distruggere definitivamente il Cobra Kai: usando la scheda magnetica di Tory, lei e gli studenti del Miyagi-Do ed Eagle Fang si introdurranno nel dojo Cobra Kai e recupereranno il video in cui Terry Silver ha pestato Pastinaca. Arrivati, scoprono che il video è stato editato, quindi Tory propone di trovare la ripresa in cui Silver ha ammesso di aver corrotto il giudice dell'All Valley. Da lì, però, scoppia una rissa quando arrivano gli studenti del Cobra Kai: Tory, con la mano ferita, si ritrova a dover combattere contro Devon, furiosa per i segreti tenuti dalla prima, ma quando giunge la sensei Kim, che nonostante l'intervento di Sam, comincia a picchiare violentemente Tory, Devon capisce anche lei che questo è troppo e corre in soccorso della compagna, rinnegando anche lei gli insegnamenti della maestra. Grazie al loro gioco di squadra, le due riescono a tenere a bada Kim abbastanza da permettere ai Miyagi-Fang di rivelare la verità su Silver. Quando, alla fine, quest'ultimo viene sconfitto da Daniel, abbandonato dal resto degli studenti e arrestato, Tory e Robby riescono finalmente a parlare e, riconoscendo di aver entrambi commesso degli errori ma essendo anche troppo stanchi per chiedersi scusa, si limitano a baciarsi appassionatamente, riallacciando la loro relazione.
- Terrance "Terry" Silver (stagione 4-6), interpretato da Thomas Ian Griffith, doppiato da Danilo Bruni.
Miliardario cofondatore del Cobra Kai ed ex commilitone di Kreese, cui deve la vita, viene richiamato da quest'ultimo nella quarta stagione per affiancarlo alla guida del dojo. In un primo momento non vorrà collaborare con Kreese mostrandosi pentito per le proprie azioni. Alla fine però si riunirà all'ex commilitone e ne diventerà co-sensei. Il suo supporto finanziario porterà a nuove attrezzature ed un maggior reclutamento di ragazzi. Nel corso della stagione la sua natura manipolatrice ed ambigua si mostrerà sempre di più fino al finale di stagione dove pagherà l'arbitro per far vincere Tory e incastrerà Kreese, facendolo arrestare, per avere il controllo di una catena di dojo Cobra Kai che verrà aperta dopo la vittoria dell'All Valley. Nella quinta stagione si rivelerà ancora più spietato e instabile, arrivando a tentare di uccidere sia Daniel che Chozen. Alla fine, i suoi inganni saranno svelati e verrà arrestato. Torna nella sesta stagione a capo degli Iron Dragons, un dojo di Hong Kong capitanato dal sensei thailandese Wolf, che partecipa al Sekai Taikai. Muore nel penultimo episodio della sesta stagione, coinvolto nell'esplosione del suo yacht dopo aver lottato contro un redento John Kreese, tornato per difendere la famiglia del suo ex-allievo Johnny.
- Carmen Diaz (stagione 1-6), interpretata da Vanessa Rubio, doppiata da Alice Bertocchi.
Madre di Miguel, lavora in ospedale come radiologa. Lo ha avuto quando aveva 18 anni e sembra non essere in buoni rapporti con l'ex marito. Dal principio contraria al fatto che Miguel pratichi il karate. Inizia a provare simpatia e successivamente attrazione e affetto per Johnny che vede come la figura paterna che Miguel non ha mai avuto. I consigli di Carmen aiutano Johnny a riflettere e a prendere decisioni sensate, ma quando i due sono sul punto di cominciare una relazione, l'incidente e il ferimento di Miguel farà precipitare il loro rapporto e accuserà il Sensei di aver rovinato il figlio. Nella terza stagione, dopo un iniziale diffidenza, comincia ad apprezzare il contributo di Johnny per aiutare Miguel nel recupero, nonostante i suoi metodi bizzarri, per poi riavvicinarglisi anche sentimentalmente. Nella quarta stagione proverà a far funzionare le cose con Johnny ed a fare le cose piano per non mettere a disagio Miguel cosa che però non accadrà, soprattutto per la poca praticità di Johnny. Nel finale di stagione, quando Miguel cercherà di trovare il padre, rivela che l'uomo, oltre ad essere una persona pericolosa, non è al corrente dell'esistenza di Miguel. Nella quinta stagione, dopo che il figlio è stato riportato a casa, scopre di essere incinta di Johnny.
- Kenny Payne (stagione 4-6), interpretato da Dallas Dupree Young, doppiato da Sebastiano Tamburrini.
Un nuovo ragazzo arrivato in città che viene preso di mira da Anthony LaRusso e dai suoi amici. Per difendersi decide, sotto consiglio del fratello Shawn e con l'aiuto di Robby Keene, di iscriversi al Cobra Kai. Partecipa all'All Valley Karate Tournament, dove viene sconfitto da Robby. Furioso, corre negli spogliatoi, dove viene raggiunto da Anthony LaRusso, il quale gli fa i complimenti per la sua prestazione e si scusa con lui per quello che gli ha fatto. Kenny tuttavia non accetta le sue scuse e lo picchia selvaggiamente, mostrando un carattere violento e instabile. Solo l'intervento di Robby riesce a fermare il pestaggio. Vedendo quanto Kenny sia cambiato, nonostante Robby avesse fatto di tutto per allenarlo senza che si facesse dominare dalla rabbia, gli fa capire i propri sbagli e lo spinge a riconciliarsi con il padre. Nella quinta stagione Kenny è ormai un vero e proprio Cobra Kai, violento e aggressivo. Ora è lui a bullizzare Anthony, e rifiuta di ascoltare Robby quando questi cerca di fermarlo. Quando Robby lascia definitivamente il Cobra Kai, senza riuscire a spiegare bene a Kenny il perché, quest'ultimo prende molto male quello che lui vede come un tradimento, peggiorato ulteriormente quando scopre che adesso è Anthony quello a cui Robby sta dando lezioni di Karate. Sotto gli insegnamenti di Silver, Kenny migliora ulteriormente le sue abilità nel combattimento, soprattutto quando l'uomo lo sprona a prendere lui l'iniziativa, per poi insegnargli, la sera prima dello scontro per l'ammissione al Sekai Taikai, una tecnica di combattimento con cui il ragazzo riesce ad atterrare Falco, anche se questo mostra ancora quanto Kenny sia ignaro di quanto stia accadendo: non capisce di aver vinto solo perché l'arbitro è stato corrotto, perché Falco si è trattenuto e, infine, perché la tecnica insegnatagli da Silver è troppo aggressiva da usarsi in una semplice competizione. Quando i Miyagi-Do provano a smascherare Silver, Kenny e gli altri Cobra Kai li attaccano, con lui che attacca furiosamente Robby, che come Falco non riesce a combattere al massimo contro il ragazzo, che invece combatte senza minimamente trattenersi. Quando, alla fine, le macchinazioni di Silver sono rivelate e l'uomo viene arrestato, Kenny si vergogna troppo di ciò che ha capito di aver fatto per riuscire a parlare con Robby, quando quest'ultimo tenta di offrirgli parole di conforto. Quando inizia a bullizzare Anthony è solito chiamarlo col soprannome di LaPusso (Tradotto in italiano come LaPippa).

## Personaggi ricorrenti
- Aisha Robinson (stagione 1-2, guest stagione 4), interpretata da Nichole Brown, doppiata da Laura Cherubelli.
Ragazza in sovrappeso brava a scuola, soprattutto nell'informatica. Amica di vecchia data di Sam, è ben vista anche per via della conoscenza dei suoi genitori con la famiglia LaRusso. A scuola è inizialmente bullizzata soprattutto con messaggi di cyberbullismo. Si iscrive al Cobra Kai diventando una dei migliori, nonostante all'inizio Johnny non voglia allenarla in quanto non crede che le donne dovrebbero combattere, ma la tenacia della ragazza farà presto ricredere il nuovo sensei Lawrence che avrà in lei e Tory due degli elementi migliori. La permanenza del Cobra Kai la renderà più sicura, ma anche più aggressiva. Si vendicherà di Yasmine, sua precedente bulla, afferrandola per le mutande durante un party sulla spiaggia, e creerà attriti con Sam che all'inizio della serie la stava allontanando perché la riteneva nerd, ma le ragazze non sembrano sicure di voler rinunciare alla loro amicizia. Verrà traviata dagli insegnamenti fallaci di John Kreese. A seguito della rissa nel finale della seconda stagione, viene trasferita in una scuola privata e non appare mai nella terza stagione. Riappare brevemente nella quarta stagione, quando riceve la visita di Sam, che cerca di convincere a dare un'altra possibilità a Tory, raccontandole come nella nuova scuola sia riuscita, sia con la gentilezza che con la risolutezza insegnatele da Johnny, a diventare amica di una ragazza che avrebbe potuto iniziare a bullizzarla.
- Kyler Park (stagione 1, 3-6), interpretato da Joe Seo, doppiato da Davide Fumagalli.
Bullo della scuola di origine coreana, che assieme ai suoi compari prende di mira Miguel, Eli e Demetri. Una sera il branco di Kyler aggredisce Miguel nel parcheggio di un market dove Johnny sta mangiando. L'uomo si vede costretto a combattere, poiché il gruppo di ragazzi, picchiando e strattonando Miguel, lo manda a sbattere contro la sua auto. Kyler tenta di sedurre Samantha al solo scopo di convincerla a fare sesso con lui, ma lei rifiuta. Lui e il suo branco riceveranno una lezione nella mensa della scuola da Miguel, il quale, sfruttando le lezioni di Johnny, interverrà a difesa di Samantha, derisa davanti a tutta la scuola da Kyler. Da lì in poi mostra paura verso Miguel, abbandonando solo apparentemente il suo carattere violento. Nella seconda stagione non compare. Nella terza stagione John Kreese lo porterà al Cobra Kai, dove sconfigge Mitch al primo scontro. Si conferma ancora una volta un bullo, in particolare verso Demetri, ferito a un braccio, ma alla conta dei fatti dimostra che nonostante gli insegnamenti di Kreese lo abbiano reso migliore, come combattente, Kyler rimane comunque mediocre, se paragonato con i protagonisti. Nell'assalto in casa dei LaRusso ha la peggio contro Miguel, nonostante questi fosse ancora fuori forma per l'infortunio alla schiena. Nella quarta stagione partecipa al torneo All Valley e, nonostante la tracotanza, alla fine viene facilmente sconfitto da Eli. Nella quinta stagione continua a mostrare il suo carattere da bullo, pur rimanendo un mediocre lottatore. Partecipa insieme ai compagni del Cobra Kai al combattimento contro gli allievi del Miyagi-Do, venendo umiliato da Eli e Demetri. Quando Silver viene smascherato abbandona il Cobra Kai, gettando la sua maglia per terra. Poco dopo, durante l'arresto di Silver, dichiara il falso alla polizia, cercando di prendersi il merito per la sconfitta del suo ex-sensei.
- Yasmine (stagione 1, 3-6), interpretata da Annalisa Cochrane, doppiata da Federica Simonelli.
All'inizio della serie, fa parte del gruppo delle ragazze più popolari e ammirate. Passa le sue giornate a deridere gli altri studenti, tra cui Aisha ed Eli. Dopo aver ricevuto una lezione da Aisha, la sua popolarità crollerà e non se ne saprà quasi più nulla. In una puntata Moon rivela che è partita per un viaggio, per poi tornare, nella terza stagione, meno snob e aggressiva e sorpresa dalla popolarità del Myagi Do, e con un rapporto diverso nei confronti degli altri studenti. In particolare inizia ad apprezzare Demetri, che aveva sempre ritenuto uno "sfigato", fino a fidanzarsi con lui. Nella quarta stagione i due sono una coppia, ma purtroppo, la serata del ballo di primavera, lei rischia di essere oltreoceano per un matrimonio, anche se per fortuna, alla fine, riesce ad essere presente. Durante la quinta stagione Yasmine e Moon aiutano Sam con la sua storia con Miguel, per poi passare, qualche giorno dopo, la giornata ad un parco acquatico, dove Yasmine mostra come, nonostante abbia perso l'atteggiamento da bulla, non si nega qualche occasionale momento di perfidia, seppur non crudele: quando Anthony, presente anche lui, viene sorpreso a fissarle mentre prendono il sole, lei e Moon lo fissano di rimando, intimidendolo, e poi, quando lui se ne va imbarazzato, propone scherzosamente a Sam di torturarlo dicendogli che Yasmine è interessata a sapere se sta andando in palestra.
- Brucks (stagione 1, 3, 6), interpretato da Bo Mitchell, doppiato da Giuseppe Palasciano.
Fa parte della banda di bulli di Kyler. Nella terza stagione entra inizialmente a far parte del Cobra Kai con Kyler, ma viene subito cacciato perché viene sconfitto da Falco.
- Louie LaRusso Jr. (stagione 1, 3-6), interpretato da Bret Ernst, doppiato da Giuseppe Russo.
Cugino di Daniel, goliardico e provocatore, inizialmente prende in giro Robby quando fa il tirocinante all'autosalone, ma non riuscirà a metterlo in cattiva luce con Daniel. Credendo di fare un favore al cugino va a danneggiare la macchina di Johnny, a cui l'uomo era molto affezionato, ma peggiorerà solo le cose facendo credere a Johnny che Daniel gli sia ostile. Dopo questa bravata verrà licenziato dall’autosalone per poi essere riassunto e perdonato nella terza stagione, dimostrando di aver cambiato atteggiamento.
- Vanessa "Ness" LaRusso (stagione 4-6), interpretata da Julia Macchio.
Sorella minore di Louie. È una studentessa e frequenta il secondo anno di college di psicologia. Sta insieme ad Anoush.
- Moon Taylor (stagione 1-6), interpretata da Hannah Kepple, doppiata da Giulia Bersani.
Ragazza di bell'aspetto, inizialmente forma un terzetto con Samantha e Yasmine in cerca di popolarità. Inizialmente snob come Yasmine, ma dopo essere stata ingannata da Kyler rimarrà sorpresa dal gruppo del Cobra Kai e avrà una relazione con Falco, ma lo lascerà per la sua natura violenta. In seguito scopre di essere bisessuale, iniziando una relazione con Piper. Verso la fine della seconda stagione sembra mostrare un interesse per la meditazione e le discipline orientali e cerca di mediare i conflitti mostrando un carattere più socievole. Nella quarta stagione si riavvicina a Eli, in particolare dopo che a questi viene tagliata la cresta per mano del Cobra Kai. Prima dell'incontro con Kyler gli fa capire che, a differenza sua, lui è una brava persona, e che lo ha sempre apprezzato per la sua energia e sicurezza, e non per il suo aspetto. Questo aiuta Eli a ritrovare fiducia in sé stesso e capire finalmente chi è, permettendogli di sconfiggere prima Kyler e poi Robby in finale.
- Anoush Norouzi (stagione 1-3, guest stagioni 4-6), interpretato da Dan Ahdoot, doppiato da Claudio Ridolfo.
È un amico di Daniel LaRusso ed è stato un dipendente presso la LaRusso Auto Group fino a quando non si licenzia per lavorare con Tom Cole. Nella terza stagione ritorna poi a lavorare per la LaRusso Auto Group.
- A. J. (stagione 1), interpretato da Jonathan Mercedes.
Un bullo, vicino di casa di Johnny, che prende in giro Miguel insieme ai suoi scagnozzi.
- Lynn (stagione 1), interpretata da Susan Gallagher.
- Sheila (stagione 1), interpretata da Kwajalyn Brown, doppiata da Dania Cericola.
Sheila è una delle receptionist della LaRusso Auto Group.
- Anthony LaRusso (stagione 1-2, 4-6, guest stagione 3), interpretato da Griffin Santopietro, doppiato da Matteo Valentino.
Figlio minore di Daniel e Amanda, un po' sovrappeso e amante dei videogiochi. Il padre vorrebbe fargli provare il karate, ma non sembra interessato, tuttavia sembra essere orgoglioso di suo padre. Fino alla terza stagione compare molto poco. Nella quarta stagione, pur di piacere ai suoi amici, inizia a bullizzare un ragazzo appena arrivato nella scuola, Kenny. Dopo essere stato scoperto da suo padre arriva a pentirsi delle sue azioni e prova ad avvicinarsi a Kenny che però lo respinge ed aggredisce, ribaltando i ruoli di bullo e bullizzato. Al torneo prova ad avvicinarsi a Kenny negli spogliatoi, ma in risposta quest'ultimo lo pesta, minacciando di bullizzarlo per tutti gli anni del liceo. Viene salvato dal pestaggio da Robby, e scappa sconvolto. Nella quinta stagione inizia a subire sempre più umiliazioni da parte di Kenny ed il resto dei Cobra Kai, fino a che Sam non lo convince ad iniziare anche lui a studiare Karate, ma a lasciar perdere gli allenamenti focalizzati sulla memorizzazione muscolare che, evidentemente, sono davvero troppo insopportabili per Anthony. Sotto la guida della sorella e del resto dei compagni, Anthony inizia finalmente a praticare le arti marziali, dimostrandosi inoltre molto abile nel capire il messaggio che Chozen ha voluto impartire agli studenti durante la loro prima lezione con lui, cioè la necessità di combattere come una squadra unita. Durante la rissa finale, Anthony cerca di evitare gli scontri fisici, essendo ancora troppo inesperto per essere di aiuto in tal senso, quindi aiuta Demetri a far proiettare nello schermo del Dojo la registrazione in cui Terry ammette le proprie scorrettezze. Viene chiamato da Zack "LaPusso" (Tradotto in italiano come LaPippa), soprannome che Kenny riprenderà quando inizierà a bullizzare Anthony.
- Rosa Diaz (stagione 1-2, 4-6, guest stagione 3), interpretata da Rose Bianco.
Nonna di Miguel e madre di Carmen, a cui il ragazzo è molto affezionato. Sarà lei nel primo episodio a convincere la madre a lasciare che il nipote segua le lezioni di karate di Johnny Lawrence. Lei e Miguel sono soliti parlare in spagnolo, probabilmente perché la donna vuole farlgi ricordare le sue origini latine.
- Shannon Keene (stagione 1-2, guest stagione 3-6), interpretata da Diora Baird, doppiata da Renata Bertolas.
Madre di Robby e precedente moglie di Johnny. Donna con problemi di alcool e droga che cerca di accaparrarsi uomini ricchi per dare un futuro al figlio a cui però non riesce a dare affetto. Ha un difficile rapporto con Johnny e in parte con Robby che però non disprezza la madre come disprezza il padre. Verso la fine della seconda stagione si deciderà a fare un percorso di disintossicazione lasciando che Robby stia temporaneamente a casa dei LaRusso. Riappare durante la quarta stagione, quando si rende conto come Silver stia cercando di manipolare Robby e prova quindi ad avvertire Johnny.
- Consulente Blatt (stagione 3-6, guest stagione 1), interpretata da Erin Bradley Dangar, doppiata da Renata Bertolas.
La consulente della West Valley High School. Il suo scopo è aiutare, ma fin da subito viene mostrato come, nonostante il suo ruolo, sia in realtà del tutto ignara delle dinamiche tra gli studenti della scuola, per cui i problemi le passano quasi sempre sotto il naso senza che lei se ne accorga, e quando invece se ne accorge, fraintende i fatti e, pure quando non lo fa, i suoi tentativi di intervenire peggiorano sempre la situazione. Uno scenario tipico è quello in cui, soprattutto riguardo la faida tra i Miyagi-Do e i Cobra Kai, confonde colpevoli per innocenti e viceversa facendosi imbrogliare e riducendo sempre di più qualsiasi traccia di stima che il suo ruolo dovrebbe suscitare, persino dai genitori. Si è anche dimostrata più interessata a dare alla scuola un'apparenza progressista, chiudendo un occhio sui problemi di razzismo, sessismo e classismo.
- Trey e Cruz (stagione 1-3), interpretati da Terayle Hill e Jeff Kaplan, doppiati da Francesco Maggioni e Mattia Bressan.
Trey e Cruz hanno lavorato con Robby per fare soldi con mezzi illegali, come rubare un computer di un uomo e venderlo online. Quando Robby ottiene un lavoro presso la LaRusso Auto Group, Trey e Cruz chiedono a Robby di aiutarli a rapinare la concessionaria di auto. Tuttavia il piano fallisce perché Robby non accetta dopo essere stato trattato come uno di famiglia da Daniel LaRusso. Li si vedono insieme a un loro compare a derubare portafogli e affetti personali in un club estivo, Robby li scopre, ma viene colpito con un bastone dal terzo complice, e salvato da Daniel che grazie alla sua abilità nel Karate ha la meglio sui due ladruncoli che vengono poi arrestati. Nella terza stagione sono in prigione e vengono visitati da Daniel e Johnny che cercano informazioni su Robby latitante dopo la rissa scolastica.
- Bert (stagione 1-6), interpretato da Owen Morgan, doppiato da Mirko Rosella.
Lo studente più giovane del dojo Cobra Kai. Biondo occhialuto e di bassa statura. Nella prima stagione viene eliminato al torneo e nella seconda resiste all'esodo verso il Myagi Do. Nella rissa scolastica si scontra con Nathaniel fisicamente simile a lui come statura e tecnica di combattimento, ma lo scontro viene interrotto dagli insegnanti. Viene espulso dal sensei John Kreese per non aver sacrificato un topo a un cobra. Nella terza stagione si unirà al nuovo dojo del sensei Lawrence, Eagle Fang Karate e alla fine nell'incontro a casa LaRusso si riconcilierà con Nathaniel ritrovando la precedente amicizia. Nella quarta stagione dopo una breve cooperazione fra i 2 dojo ritorna insieme a Mitch e Eli (che poi andrà definitivamente al Miyagi Do) all'Eagle Fang. Lo si vede due volte insieme a Nathaniel prendere in giro il piccolo Kenny perché membro del Cobra Kai e nel secondo caso vengono fermati da Robby e si sfiora lo scontro fra gruppi. È presente quando Miguel e Johnny reclutano Devon Lee, la combattiva studentessa interessata alle battaglie sociali e per i diritti delle minoranze.
- Mitch (stagione 2-6), interpretato da Aedin Mincks, doppiato da Mattia Storani.
Ragazzo alto e corpulento in forza al Cobra Kai nella seconda stagione. Ha una rivalità con Chris, suo ex amico nel Cobra Kai, poi passato al Myagi Do. Nella rissa scolastica si scontra con Chris, molto simile a lui come fisicità e tecnica (entrambi sono forti, ma lenti e non molto coordinati nei movimenti), ma viene sconfitto. Nella terza stagione viene allontanato dal Cobra Kai dopo aver perso un incontro con Kyler, che userà le sue conoscenze di lotta libera per atterrarlo. Si aggregherà insieme e Bert e Miguel all'Eagle Fang. Nella rissa in casa LaRusso ritroverà l'alleanza con l'ex amico e rivale Chris. Johnny Lawrence è solito chiamarlo alitosi a causa della sua ingordigia.
- Chris (stagione 2-6), interpretato da Khalil Everage, doppiato da Mirko Rosella.
Ragazzo alto, sovrappeso e di colore, prima componente del Cobra Kai dove viene deriso per la sua stazza, poi entrerà nel Myagi Do dove si riconcilierà con Demetri che aveva precedentemente attaccato. Tuttavia anche durante gli assalti del Cobra Kai si dimostrerà sempre meno propenso al conflitto e alla sopraffazione. Alla fine della seconda stagione si scontra con Mitch suo precedente amico molto simile a lui come stazza, entrambi sono molto alti e corpulenti. Nella terza stagione lavora part-time al luna park e viene attaccato dai membri del Cobra Kai. Chiederà aiuto ali suoi amici del Myagi Do, ma verranno battuti dal Cobra Kai guidato da Falco e Tory che avranno la meglio sui membri del Myagi Do privi di Robby in prigione e Sam ritirata perché ancora debole. Nella quarta stagione ritrova l'amicizia con Mitch ed entrambi riprendono con una videocamera lo scontro tra Daniel e Johnny che vogliono replicare il combattimento di 34 anni prima. Nella quarta stagione il loro ruolo appare come quello di spalle comiche.
- Raymond "Pastinaca" Porter (stagione 2, guest stagione 4-6), interpretato da Paul Walter Hauser, doppiato da Edoardo Lomazzi.
Commesso in una ferramenta che inizialmente guarda con ammirazione sia Daniel che Johnny. Si iscriverà al Cobra Kai, inizialmente contro il parere di Johnny che vuole solo adolescenti e non adulti nel suo dojo, ma dimostrerà di resistere agli allenamenti del Cobra Kai. Come allievo non sembra particolarmente dotato tecnicamente o agile, ma in compenso mostra una buona resistenza e forza fisica oltre che una discreta astuzia. Durante un'esercitazione nel bosco voluta da Johnny Lawrence e John Kreese riuscirà a stendere Miguel con un attacco alle spalle e a far vincere così la sua squadra e li ribadirà il suo soprannome di Pastinaca (Stingray in originale). Nell'ultima puntata della seconda stagione si fa assumere come guardia della scuola, ma durante la rissa non farà che peggiorare le cose fomentando lo scontro e aiutando i suoi amici del Cobra Kai contro quelli del Miyagi-Do. Non compare nella terza stagione dove si viene a sapere che ha ricevuto un'ordinanza di stare lontano dai minori. Torna nella quarta stagione, dove si scopre che è un adulto in parte disadattato e incapace di avere amici della sua età, vive a casa della sorella senza pagare le spese ed è mal sopportato dal vicino di casa che lo ritiene un adulto immaturo e irresponsabile. Prova a tornare nel Cobra Kai, ma viene responto da Kreese, ci riprova chiedendolo a Terry Silver al quale dichiara di essere disposto a tutto per far parte del Cobra Kai. Terry a questo punto lo picchia selvaggiamente fino a mandarlo in ospedale, obbligandolo a dire alla polizia che il responsabile è in realtà John Kreese. Questo porterà all'arresto di Kreese, facendo diventare Silver il padrone assoluto del Cobra Kai.
- Nathaniel "Nate" (stagione 2-6), interpretato da Nathaniel Oh, doppiato da Gabriele Donolato.
Ex membro del Cobra Kai, successivamente del Myagi Do nella seconda stagione, Di probabile origine cinese, filippina o coreana. Alla festa di Moon alla fine della seconda stagione mostra di avere alcune abilità nel ballo. Insieme a Bert è uno dei più bassi di statura e forse anche uno dei più giovani. Nella rissa scolastica si scontra con Bert fisicamente simile a lui, ma lo scontro viene interrotto dagli insegnanti che li trascinano via di forza. La loro rivalità prosegue nella terza stagione dove viene pestato da Falco e altri del Cobra Kai mentre sta cercando di appendere manifesti per Miguel. Nell'assalto a casa LaRusso, lui e Bert avranno modo di riconciliarsi prima di essere stati attaccati dal Cobra Kai. Nella quarta stagione si vedono lui e Bert parlare spesso di una ragazza che forse piace a entrambi. Incrociano due volte Kenny Payne e lo deridono perché indossa una felpa del Cobra Kai e assumono verso lui atteggiamento da bulli, supportati da Falco. La seconda volta il loro attacco a Kenny viene fermato da Robby e rischia di far scoppiare una rissa di gruppo tra i Cobra Kai e i Miyagi Do alleati dell'Eagle Fang, ma uno stratagemma di Miguel che capisce a modo suo il consiglio di Daniel di evitare il conflitto, conduce i Cobra Kai in un campo da baseball dove vengono bagnati dagli idranti.
- Shawn Payne (stagione 3, guest stagione 4, 6), interpretato da Okea Eme-Akwari, doppiato da Matteo De Mojana.
Un minorenne detenuto del riformatorio. Molto forte, aggressivo e violento, non esita a molestare chi gli capita insieme al suo branco. Nel centro di detenzione minorile prende di mira Robby dopo che lui ha difeso un detenuto più debole. Dopo una seconda lite, Shawn e Robby mostrano rispetto reciproco l'uno per l'altro per non essersi fatti la spia a vicenda. Nella quarta stagione, dopo che suo fratello minore Kenny è stato bullizzato da Anthony LaRusso e dai suoi amici a scuola, Shawn gli suggerisce di cercare Robby Keene al Cobra Kai per difendersi. Si scopre che lui e Kenny sono figli di un ufficiale dell'esercito e che la loro madre è spesso lontana per lavoro.
- Rodney (stagione 3), interpretato da Grayson Berry, doppiato da Patrizio Prata.
Il padrone di casa molesto di Tory. Smette di importunare la ragazza dopo le minacce di John Kreese che con il taglia sigari minaccia di tagliarli le dita.
- Piper Elswith (stagione 4, guest stagione 2), interpretata da Selah Austria, doppiata da Giada Bonanomi.
Ex fidanzata di Moon e atleta di punta della West Valley High School. Si definisce agender e non si riconosce completamente nel genere femminile e pare attraversare un periodo di asessualità. Johnny e Miguel riescono a convincerla fare una prova per l'Eagle Fang, ma lo stesso giorno qualcuno (non si sa ancora chi e come) riesce a reclutarla al Cobra Kai dove pur non mostrando particolare aggressività si distingue per resistenza, tenuta atletica e coordinazione date le sue buone capacità ginniche. Trova nei combattimenti qualcosa in comune con la danza. Partecipa all'All Valley Karate Tournament, dove viene sconfitta da Sam.
- Devon Lee (stagione 4-6), interpretata da Oona O'Brien, doppiata da Erica Laiolo.
Devon è un membro del gruppo di dibattito della West Valley Middle School. Durante un acceso dibattito sulla pena di morte, si precipita con rabbia verso il suo avversario, gli strappa la copertina del libro e urla alla folla. Grazie a questo avvenimento viene reclutata da Johnny Lawrence per entrare a far parte dell'Eagle Fang, su raccomandazione di Bert. Partecipa all'All Valley Karate Tournament, dove viene sconfitta da Tory, ma la sconfitta non la scoraggia. Anzi, la motiva, perché il fatto che l'aver praticato Karate per poche settimane sia stato sufficiente a farla arrivare in semifinale, sconfiggendo avversarie molto più esperte, la convince che in un anno di allenamento potrà puntare con sicurezza al primo posto.
- Chozen Toguchi (stagione 5-6, guest stagioni 3-4), interpretato da Yuji Okumoto, doppiato da Paolo Carenzo.
Ragazzo violento, avversario di Daniel nel secondo film della saga. Si presenta inizialmente ostile, ma dopo un combattimento leale, si rivelerà essere un nuovo maestro della tecnica Miyagi Do, che continua a coltivare insieme agli allievi a cui insegna karate, pentito e redento per le sue azioni passate. Grazie a lui, Daniel apprende nuove tecniche segrete del Miyagi Do come ad esempio quella sulla pressione degli arti, non apprese dal maestro Miyagi.
- Kim-Da-Eun (stagioni 5-6), interpretata da Alicia Hannah-Kim, doppiata da Elena Cavalli Carbone.
Nuova sensei che giunge al Cobra Kai. Nipote di Kim San Jang, maestro sudcoreano di un molto controverso stile di Tangsudo chiamato "Legge del Pugno", da cui John Kreese e Terry Silver, che sono stati suoi allievi, hanno sviluppato lo stile Cobra Kai.

## Guest Star
- Sid Weinberg (stagione 1, 3), interpretato da Edward Asner, doppiato da Sergio Romanò.
Patrigno di Johnny Lawrence e produttore cinematografico in pensione. Quando era sposato con Laura, la madre di Johnny, era ostile al fatto di dover sostenere Johnny finanziariamente. La relazione con Johnny è basata interamente sull'abuso verbale, rendendo la vita agiata di Johnny psicologicamente insopportabile. È stato questo rapporto travagliato con Sid che ha portato Johnny a rivolgersi al Cobra Kai come una famiglia alternativa e a John Kreese come una nuova figura paterna.
- Tom Cole (stagione 1, 3), interpretato da David Shatraw, doppiato da Claudio Colombo.
Concessionario d'auto e concorrente sleale di Daniel.
- Armand Zarkarian (stagione 1-3), interpretato da Ken Davitian, doppiato da Cesare Rasini.
Armand è il proprietario avido e possessivo del centro commerciale dove risiede il dojo Cobra Kai. È un uomo rozzo e scortese che, prima degli eventi della serie, è stato espulso dall'Encino Oaks Country Club. È un uomo senza scrupoli che non rinuncia a usare i suoi nipoti Erik e Grigor per minacciare i suoi clienti.
- Sandra Robinson (stagione 2), interpretata da Kim Fields.
Madre di Aisha, allieva del Cobra Kai.
- Yuna (stagione 3), interpretata da Traci Toguchi.
La vicepresidente del settore vendite internazionali della Doyona che Daniel aveva salvato da un tifone quando era una bambina.
- Hector Salazar (menzionato nella stagione 4, stagione 5), interpretato da Luis Roberto Guzman, doppiato da Edoardo Lomazzi.
Ex marito di Carmen e padre biologico di Miguel. Viene descritto dalla donna come un uomo violento e pericoloso, ma ha mai specificato questi dettagli, al figlio. Miguel alla fine della stagione 4 parte in Messico per incontrarlo, ma non sa che il padre non è consapevole della sua esistenza. Nella 5ª stagione Miguel lo riesce a trovare: vive con la nuova compagna e il figlio di quest’ultima. Dopo essere stato inizialmente amichevole col ragazzo, svela le sue vere origini, al che Miguel decide di scappare prima di mettersi nei guai.

## Guest star dal franchise di Cobra Kai
- Lucille LaRusso (stagione 1-2, 4-6), interpretata da Randee Heller, doppiata da Dania Cericola.
Affettuosa madre di Daniel, adorata dai nipoti. Ha qualche battibecco con la nuora Amanda, ma in fondo la rispetta perché sa che ama il figlio.
- Bobby Brown (stagione 2-3, 6), interpretato da Ron Thomas, doppiato da Claudio Colombo (stagione 2) e Claudio Moneta (stagione 3).
Uno dei migliori amici di Johnny dai tempi del liceo,un tempo era uno dei migliori elementi del Cobra Kai insieme a Tommy e Johnny, ora ha cambiato vita ed è un pastore evangelico in una chiesa. Fa visita al suo amico Tommy, malato terminale, insieme a Johnny, Bobby e Jimmy. Nella terza stagione fa da tramite per cercare di far riavvicinare Johnny e il figlio Robby, ma per una serie di eventi gli incontri non vanno a buon fine. Esprime diffidenza verso il Cobra Kai e dubita che Kreese possa essere cambiato.
- Tommy Samuels (stagione 2), interpretato da Rob Garrison, doppiato da Sergio Romanò.
Il migliore amico di Johnny dai tempi del liceo, è malato terminale di cancro. Volendo uscire alle sue condizioni, scappa dall'ospedale per andare in moto con Johnny, Bobby e Jimmy. Dopo una rissa in un bar vinta dai quattro amici, e una notte passata a bere intorno a un falò, Tommy rivela a Johnny che era innamorato di Ali al loro primo anno di liceo. Muore la mattina successiva.
- Jimmy Walker (stagione 2), interpretato da Tony O'Dell, doppiato da Claudio Ridolfo.
Uno dei migliori amici di Johnny dai tempi del liceo, ha una moglie e due figli. Esprime a Johnny (come Tommy e Bobby) la sua diffidenza nei confronti di John Kreese, il loro vecchio maestro di karate, che Johnny ha preso a lavorare con lui nel Cobra Kai.
- Kumiko Tanaka (stagione 3), interpretata da Tamlyn Tomita, doppiata da Elisabetta Spinelli.
Ex fiamma di Daniel appassionata per la danza, gentile e premurosa sin da giovane. Mentre Daniel si allena con Chozen, fa in modo che Yuna salvi la LaRussoAutoGroup essendo la vicepresidente del settore vendite internazionali della Doyona.
- Ali Mills (stagione 3), interpretata da Elisabeth Shue, doppiata da Marina Thovez.
Fu il grande amore di Johnny e Daniel. Ora è divorziata e ha due figli: Lucas e Ava. Dopo aver passato una bella serata con entrambi, i tre si salutano per la seconda volta. Grazie a lei Johnny e Daniel scoprono di essere più simili di quanto non credessero. Alla fine della seconda stagione manda via Facebook una richiesta di amicizia a Johnny dopo che in un bar a causa di uno spintone di una spasimante, Johnny le invia un messaggio incompleto
- Jessica Andrews (stagione 5), interpretata da Robyn Lively, doppiata da Vanessa Lonardelli.
Vecchia amica di Daniel, cugina di Amanda, nella quinta stagione, dopo che quest'ultima ha deciso di prendersi una pausa dalla faida dell'All-Valley, fino a che Jessica non le spiega cosa Silver ha fatto a Daniel anni prima e la spinge a tornare da lui.
- Michael "Mike" Barnes (stagione 5-6), interpretato da Sean Kanan, doppiato da Andrea Beltramo.
Avversario di Daniel nel terzo film, quando era stato assoldato da Silver. Ora è diventato un proprietario di una ditta di mobili ed è completamente cambiato infatti cerca di aiutare Daniel a sconfiggere Silver, che incendia il suo negozio, torna nella battaglia finale dove aiuta Johnny e Chozen a combattere gli scagnozzi di Silver.